# Catedral basílica de San Agustín (San Agustín)
La Catedral Basílica de San Agustín (en inglés: Cathedral Basilica of St. Augustine) es una histórica catedral de San Agustín, Florida, al sur de Estados Unidos y la sede del obispo católico de San Agustín. Se encuentra en la calle Catedral, entre las calles Charlotte y San Jorge en la plaza de la Constitución
Construida durante cinco años (1793-1797) en época novohispana, fue designada Monumento Histórico Nacional de Estados Unidos el 15 de abril de 1970. Erigida inicialmente en la segunda mitad del siglo XVI, fue reconstruida en el siglo XVIII, lo que la convierte en la iglesia cristiana o parroquia más antigua de todo el actual territorio de los Estados Unidos de América.
En 1565, el Imperio español se expandió desde sus bastiones en las Antillas Mayores del Caribe hacia el norte, a lo que es hoy la Florida. La primera ciudad fundada por el conquistador Pedro Menéndez de Avilés (quien mandó celebrar un 8 de septiembre la primera santa misa en el ahora territorio estadounidense, celebrada por el P. Francisco López de Mendoza) y habitada continuamente fue San Agustín en la Florida española. Colonos españoles comenzaron de inmediato a establecer la Iglesia católica en la Florida. La Iglesia católica era una parte integral dentro de la monarquía española y para toda la historia de España. De hecho, desde mediados de 1500 a mediados de la década de 1600, el reino de Castilla se encontraba en medio de un renacimiento católico, y en una verdadera Reforma por el cardenal Cisneros y otros eclesiásticos (auspiciada por los Reyes Católicos y sucesores), en oposición a la Reforma protestante.

## Arquitectura
La fachada ecléctica de la catedral es una combinación de estilos de misión española y neoclásico: elementos de misión española son los campanarios curvados, una fenestración limitada, las tejas de cerámica, el tímpano semicircular, un nicho estatuario prominente y los muros comparativamente sin adornos; los detalles neoclásicos rodean la puerta de entrada: un entablamento adornado con triglifos está rematado con un frontón roto por encima y sostenido por pares de columnas dóricas por debajo.
El 12 de abril de 1887, cuando Florida pasó a formar parte de los Estados Unidos, la antigua estructura española volvió a arder, pero los bloques de coquina y la mampostería de cemento del exterior aún se podían salvar. La reconstrucción se inició con donaciones de Henry Flagler y fondos recaudados en un llamamiento nacional. La congregación contrató al arquitecto visitante de Nueva York James Renwick Jr., que reconstruyó y amplió la iglesia con una disposición rectangular-cruciforme y un crucero de estilo europeo.
Renwick ideó un elegante sistema de cerchas que dejaba a la vista las maderas decoradas, y añadió un campanario de estilo renacentista español, cuya campana expuesta es típica de las antiguas iglesias misioneras españolas del oeste. Se colocaron cuatro campanas en la torre, una de ellas rescatada de una iglesia anterior y con la inscripción «Sancte Joseph. Ora Pro Nobis. D 1682»; otra tomada de una catedral británica.
Los muros de piedra coquina, que habían salvado la antigua edificación de las llamas, eran de un material inusual aparentemente inspirado en las técnicas de construcción de los nativos americanos. La coquina es una roca sedimentaria procedente de la deposición de conchas marinas en antiguas costas, y podía extraerse de forma barata y transportarse a la ciudad. La piedra de cantera húmeda se endurece cuando se expone al aire, pero sigue siendo lo suficientemente blanda como para ser trabajada con facilidad, siendo un material muy conveniente. Sin embargo, los nuevos muros, incluido el campanario, se construyeron con hormigón moderno in situ.